# Via delle Cerchia
Via delle Cerchia è una strada di Siena, nel Terzo di Città.

## Storia e descrizione
Deve il suo nome al fatto che passava lungo l'antica cerchia muraria di Castelvecchio, quella del XII-XIII secolo. Al 15 si trova palazzo Bambagini Galletti, neoclassico (1840), e al 5 palazzo Venturi Gallerani, settecentesco.
La via termina nello spazio alberato del prato di Sant'Agostino, dove si affaccia l'omonima chiesa.